# Philautus aurifasciatus
Philautus aurifasciatus es una especie de rana que habita en Java y Sumatra, por encima de los 900 m s. n. m.
Esta especie se encuentra amenazada de extinción debido a la destrucción de su hábitat natural.